# Hinrich Schwenker
Hinrich Schwenker (Bremen, 8 de julio de 1934 - Bremen, 18 de abril de 2005) fue un entrenador y jugador de balonmano alemán. Fue un componente de la Selección de balonmano de Alemania.
Con la selección ganó la medalla de plata en el Campeonato Mundial de Balonmano Masculino de 1954 y el bronce en el Campeonato Mundial de Balonmano Masculino de 1958. Tras retirarse como jugador ejerció de entrenador.
Hinrich es padre del también exjugador de balonmano Uwe Schwenker.

## Clubes
- ATSV Habenhausen